# Mr Eddy
Albums de Eddy Mitchell
Tout Eddy
(1995) Mr. Eddy à Bercy 97
(1997)
Mr Eddy est le vingt-neuvième album studio d'Eddy Mitchell sorti en 1996 sur le label Polydor. L'album a été suivi d'une série de concerts au Palais omnisports de Paris-Bercy du 29 janvier 1997 au 2 février 1997.

## Liste des titres
| No  | Titre                                         | Auteur                              | Durée |
| --- | --------------------------------------------- | ----------------------------------- | ----- |
| 1.  | Un portrait de Norman Rockwell                | Claude Moine - Pierre Papadiamandis | 4:44  |
| 2.  | Les Tuniques bleues et les Indiens            | C. Moine - P. Papadiamandis         | 4:37  |
| 3.  | C'est bon d'être seul                         | C. Moine - P. Papadiamandis         | 4:26  |
| 4.  | Harcelez-moi                                  | C. Moine - P. Papadiamandis         | 4:42  |
| 5.  | Mister "J.B"                                  | C. Moine - Michel Gaucher           | 3:25  |
| 6.  | Garde du corps                                | C. Moine - P. Papadiamandis         | 3:42  |
| 7.  | Ça fait désordre                              | C. Moine - P. Papadiamandis         | 4:05  |
| 8.  | À travers elle, tu t'aimes                    | C. Moine - P. Papadiamandis         | 4:09  |
| 9.  | Celle qui t'a laissé tomber                   | C. Moine - P. Papadiamandis         | 4:28  |
| 10. | Ce qui ne va pas chez toi                     | C. Moine - P. Papadiamandis         | 4:45  |
| 11. | Qu'est-ce qu'on allume, qu'on n'regarde pas ? | C. Moine - P. Papadiamandis         | 3:26  |
| 12. | Il chante, il gratte                          | C. Moine - Paul Personne            | 3:01  |
| 13. | Tennessee Mood (instrumental)                 | Michel Gaucher                      | 2:30  |

## Personnel

### Musiciens
- Batterie-percussions : Roger Hawkins, Gene Chrisman
- Basses : David Hood, Michael A. Leech
- Claviers : Clayton Ivey, Michel Amsellem
- Guitares : Reggie Young, Pat Buchanan, Basile Leroux
- Pedal steel guitare : Russ Hicks
- Harmonica : Charlie McCoy
- Trompettes : Éric Giausserand, Jacques Bessot
- Saxophone et flûte : Michel Gaucher
- Trombone : Alex Perdigon